# Rumień
Rumień – termin medyczny oznaczający miejscowe zaczerwienienie skóry.
Zaczerwienienie jest wynikiem rozszerzenia powierzchownych naczyń krwionośnych. Może wystąpić z przyczyn emocjonalnych, alergii, przegrzania, ale często jest oznaką stanów chorobowych.
Rodzaje:
- rumień dłoni
- rumień guzowaty
- rumień kończyn
- rumień lombardzki
- rumień nagły
- rumień nekrotyczny wędrujący
- rumień stwardniały
- rumień trwały
- rumień wędrujący
- rumień wielopostaciowy
- rumień zakaźny
- rumieniec kwasiczy (przy kwasicy ketonowej)